# Перепльотчиков Василь Васильович
Перепльотчиков Василь Васильович (рос. Василий Васильевич Переплётчиков) — російський живописець, пейзажист, графік. Працював у традиціях пізніх передвижників. Розвивав у пейзажах національний мотив російської природи. 

## Біографія
Народився в 1863 році в Москві в сім'ї почесного громадянина Москви, кандидата комерції Василя Перепльотчикова.
Початкову освіту отримав у Практичній академії комерційних наук і приватно навчався живопису та малюванню під керівництвом О. О. Кисельова.
У 1872 році поступив вільним слухачем в Московське училище живопису, скульптури та архітектури, де став учнем В. Д. Полєнова. Вивчав архітектуру, але після знайомства з І. І. Шишкіним присвятив себе живопису. Будучи забезпеченою людиною і корінним москвичем, палітурників вже в студентський час виставляв в каталогах своїх ранніх виставок свою адресу: «Проти Яузських воріт, Хлудовской тупик, власний будинок».
У пориві творчих захоплень Перепльотчиков часто пробував себе в інших областях.
У 1880-х роках він регулярно виїжджав на етюди в Саввінську слободу під Звенигородом (разом з І. І. Левітаном, С. А. Коровіним), у Пльос і на Волгу (разом з С. А. Виноградовим).
З 1880 року — учасник виставок Московського училища живопису, скульптури та архітектури.
Разом з колегами, захопленими графікою, починає випуск «Періодичного випуску малюнків російських художників». У першому альбомі (1886 рік) помістили свої малюнки художники С. В. Іванов, С. А. Коровін, І. І. Левітан, В. А. Сімов, О. С. Степанов та інші. Перепльотчиков теж брав участь в ньому — він показав літографію «Кама у П'яного бору». У кінці 1880-х — початку 1890-х років він разом з Левітаном, Пастернаком та іншими художниками працював викладачем в Училище витончених мистецтв художника-архітектора А. О. Гунста.
У 1891 році Перепльотчиков випускає самостійний альбом пейзажних малюнків (перо, вугілля, олівець), що свідчить про уважне вивчення творчості І. І. Шишкіна.
У 1892 році Переплетчиков разом з А. А. Кисельовим, М. О. Клодтом, Л. О. Пастернаком, А. С. Степановим та І. І. Шишкіним бере участь в графічному оформленні московського журналу витончених мистецтв і літератури «Артист», виконує малюнки в літературному збірнику.

## Членство в товариствах і гуртках
Член і експонент Московського товариства любителів мистецтв (1884-1908, з перервами; член з 1893; секретар).
Член-засновник і постійний експонент Союзу російських художників (1903-1918; у 1906-1916 і 1917-1919 - член Комітету).
Один із засновників товариства «Вільна естетика» (1907-1908), об'єднання «Ізограф» (1917-1918).
Член Північного гуртка любителів витончених мистецтв.
Учасник Товариства пересувних художніх виставок (1893—1901), Московського Товариства Художників (1893, 1899) та ін.

## Участь у виставках
Брав участь у виставках ТПХВ (1893, 1895—1901), Московського товариства художників (1893, 1895, 1899), Товариства російських акварелістів (1894, 1896, 1897), «Миру мистецтва» (1899—1903), «36-ти художників» (1901—1903), «Салоні» В. А. Іздебського (1910), Катеринославського наукового товариства (1910), гуртка «Середовище» (1911).

## Місцезнаходження картин
У Третьяковській галереї зберігаються картини:
- «Взимку в лісі», 1895 рік;
- «Початок весни», 1896 рік;
- «Пейзаж», 1899 рік;
- «Базар в Архангельську», 1902 рік;
- «Селище Порог», 1911 рік;
- «Черемуха цвіте», 1915 рік.

У Державному Російському музеї знаходиться картина «Село Криве на Північній Двіні», 1912 рік.
У збірках Пльоського музею-заповідника знаходяться кілька робіт:
- «Човен на березі», поч. XX ст.;
- «Церква Воскресіння в Гороховці», 1903 рік;
- «Північна село» (Усть-Пинега), 1908 рік;
- «Сільський пейзаж», 1886 рік;
- «Пейзаж з хатою», 1907 рік.

Крім того, картини Переплётчікова зберігаються в художніх музеях Володимира, Воронежа, Ростова, Барнаула, Іркутська, Ставрополя, Ульяновська й інших, а також в приватних колекціях. 

## Галерея

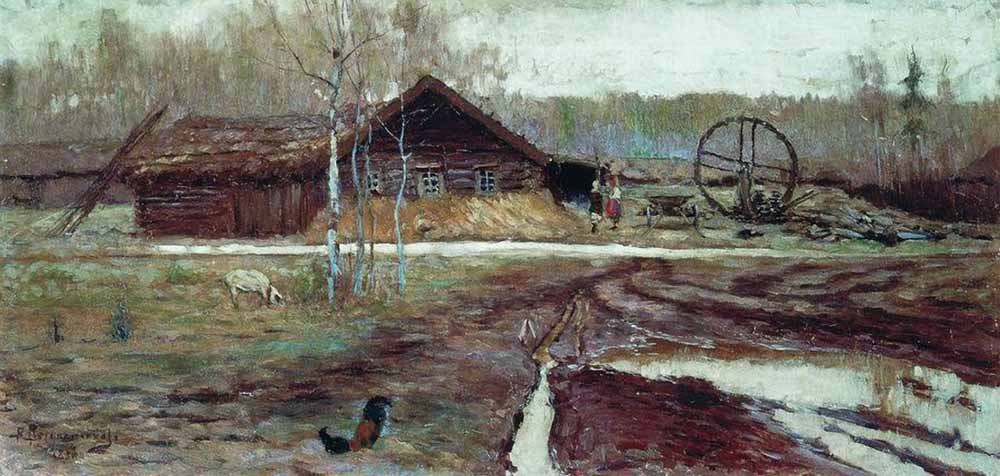
«Осінь у селі», 1890, Владимиро-Суздальський музей-заповідник
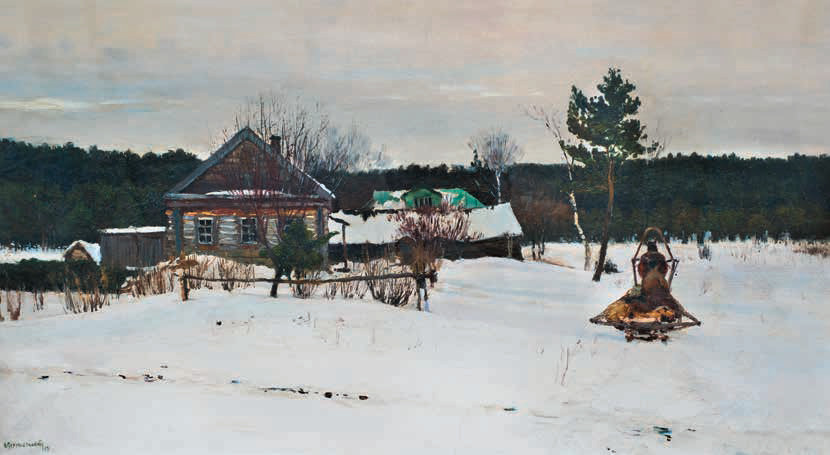
«Зимовий пейзаж», 1891, Державний музей образотворчих мистецтв Республіки Татарстан
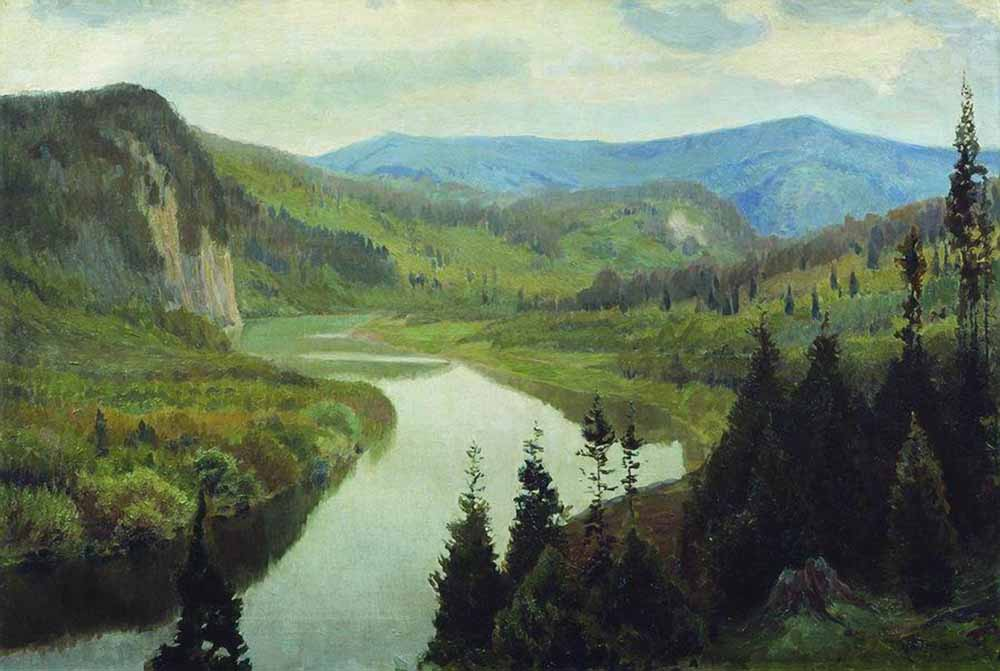
«Урал», 1897, Державний художній музей Алтайського краю
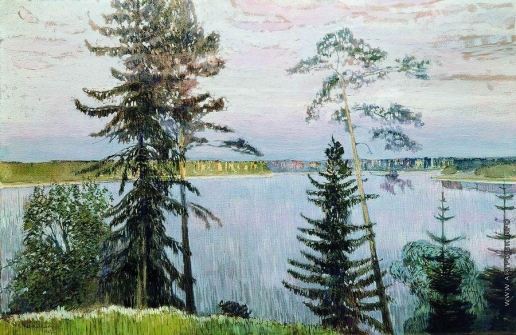
«Біла ніч», 1907, Ульяновський обласний художній музей